# Hans Eberhard Mayer
Hans Eberhard Mayer, undatierte Aufnahme aus seiner Festschrift Montjoie: Studies in Crusade History in Honour of Hans Eberhard Mayer

- Hans Eberhard Mayer

Hans Eberhard Mayer (* 2. Februar 1932 in Nürnberg; † 21. Oktober 2023 in Kiel) war ein deutscher Historiker und Diplomatiker.
Seine Forschungstätigkeit machte ihn auch international zu einem der wichtigsten Kreuzzugsforscher. Seine erstmals 1965 veröffentlichte Geschichte der Kreuzzüge wurde ein grundlegendes, mehrfach aufgelegtes und in zahlreiche Fremdsprachen übersetztes Standardwerk. Für die Monumenta Germaniae Historica erwarb er sich in der Fachwelt breite Anerkennung als Editor der Urkunden der lateinischen Könige von Jerusalem aus den Jahren 1099 bis 1291.

## Leben und Werk
Der 1932 in Nürnberg geborene Hans Eberhard Mayer verbrachte den Großteil seiner Kindheit in Berlin. Er studierte Geschichte, Englisch und Latein an der Universität Heidelberg und der Universität Innsbruck. Für ein Jahr ging er an die Wesleyan University. An der Universität Innsbruck wurde er 1955 bei Karl Pivec mit einer Arbeit über das Itinerarium Regis Ricardi promoviert. Von 1956 bis 1967 war er Mitarbeiter der Monumenta Germaniae Historica und legte seinen Schwerpunkt auf die Geschichte des nachkarolingischen Burgunds. Seit der Habilitation 1964 war er Privatdozent in Innsbruck. Von 1967 bis zu seiner Emeritierung im Jahr 1997 lehrte er als ordentlicher Professor für Mittlere und Neuere Geschichte an der Universität Kiel. Sein Nachfolger in Kiel wurde Heinrich Dormeier.
Mayer war mehrfach Gastprofessor in den Vereinigten Staaten. Im Jahr 1979 wurde er ausländisches Mitglied der American Philosophical Society, 1988 corresponding fellow der Medieval Academy of America. Zu Mayers bedeutendsten akademischen Schülern und Mitarbeitern gehörten unter anderem Rudolf Hiestand, Gerhard Rösch und Thomas Vogtherr.
Mayer galt als ein international führender Experte für die Kreuzzüge. Die mit Ausnahme der Beiträge von Carl Erdmann seit Ende des Ersten Weltkrieges brachliegende deutsche Kreuzzugsforschung führte Mayer seit den 1960er Jahren durch seine Beiträge auf hohes internationales Niveau. Ausgehend von seiner Dissertation beschäftigte Mayer sich jahrzehntelang mit den Kreuzzügen. Seine erstmals 1960 veröffentlichte Bibliographie der Kreuzzüge beinhaltet 5362 Titel und gilt als wichtiges Hilfsmittel. Die Bibliographie wurde 1969 um 296 Titel ergänzt. Sein Werk Geschichte der Kreuzzüge legte er 1965 erstmals vor. Die Darstellung gilt mittlerweile als klassisches Werk und erfuhr in Deutschland bislang zehn von Mayer laufend ergänzte, aktualisierte und erweiterte Auflagen, zuletzt 2005. Eine englische Übersetzung erschien bereits 1972. In dieser Darstellung plädierte er dafür, einzig die bewaffneten Pilgerfahrten ins Heilige Land zwischen dem Ende des 11. und dem Ende des 13. Jahrhunderts als Kreuzzüge anzuerkennen. Neben der Kreuzzugsforschung edierte Mayer 1977 zusammen mit Theodor Schieffer die Urkunden der burgundischen Rudolfinger und galt seitdem als einer der führenden Diplomatiker.
Mayer war 1993/1994 Forschungsstipendiat des Historischen Kollegs. Auch dort lag der Schwerpunkt seiner Forschungen auf den Kreuzzügen. Das im September 1994 abgehaltene Kolloquium widmete sich den Kreuzfahrerstaaten als multikulturelle Gesellschaft. Im Jahr 1993 veröffentlichte Mayer zwölf Einzelstudien zur Geschichte des insgesamt 170 Jahre (1098–1268) bestehenden Kreuzfahrerfürstentums Antiochia. Mayer veröffentlichte nach drei Jahrzehnten Forschungsleistung 1996 zwei Bände von über 1900 Seiten über die Kanzlei der lateinischen Könige von Jerusalem mit 205 Urkunden. Der Untersuchungszeitraum umfasst die Jahre von 1099 bis 1255, also die Zeit zwischen dem Beginn und dem Erlöschen der eigenständigen Königskanzlei in Jerusalem. Im Jahr 2010 legte er mit seinem vierbändigen und über 1800 Seiten umfassenden Werk über die Königsurkunden von Jerusalem in der Kreuzzugszeit sein Opus magnum vor. Das Corpus umfasst in drei Editionsbänden insgesamt 836 Urkunden und Regesten der Könige, Königinnen und Regenten von Jerusalem von fast 200 Jahren (1099–1291). In 192 Jahren sind nur 226 Volltexte von Urkunden erhalten, also im Durchschnitt 1,93 pro Jahr. Der vierte Band beinhaltet die Namen-, Wort- und Sachregister. Die französischen Texte, die etwa zehn Prozent der Edition ausmachen, wurden von Jean Richard bearbeitet. Mayer hatte das Projekt im Jahre 1964 begonnen und schätzte die Bearbeitungszeit auf fünf Jahre. Die Edition gilt als Meisterleistung der Editionstechnik.
Ende der siebziger Jahre legte er über das Siegelwesen in den Kreuzfahrerstaaten eine Abhandlung vor. Dabei interessierte er sich „nicht so sehr für Form, Aussehen und Größe der Siegel, sondern für historisch-genetische Probleme oder rechtsgeschichtliche Fragen, die mit dem Siegel zusammenhängen“. Er behandelte in dieser Studie sämtliche Siegel der Kreuzfahrerstaaten, nicht nur die der Könige und Königinnen. Mit der Byzantinistin Claudia Sode veröffentlichte er 2014 einen 155-seitigen Katalog der 109 Siegel der lateinischen Könige von Jerusalem zwischen 1099 und 1291 aufführt. Das posthum erschienene Werk von Gustave Schlumberger (Sigillographie de l’orient latin, 1943) wird dadurch nicht nur ersetzt, sondern weit übertroffen. Mayer legte 2016 eine Untersuchung über die Arbeitsweise und Tätigkeit der Cour des Bourgeois vor. Er veröffentlichte eine Studie über die Geschichte und Struktur der Kreuzfahrerherrschaften von Maraclea und Nephin. Ihm wurde für seine Forschungen 1982 und 2000 für sein zweibändiges Werk Die Kanzlei der lateinischen Konige von Jerusalem der Prix Gustave Schlumberger der Pariser Académie des inscriptions et belles-lettres verliehen. Der Preis ist mit 10.000 Francs dotiert.

## Schriften (Auswahl)
Ein Schriftenverzeichnis bis zum Jahr 1997 erschien in: Jonathan Riley-Smith, Rudolf Hiestand, Benjamin Z. Kedar (Hrsg.): Montjoie. Studies in Crusade History in Honour of Hans Eberhard Mayer. Variorum, Aldershot u. a. 1997, ISBN 0-86078-646-3, S. XIII–XX.
Quelleneditionen
- Die Urkunden der lateinischen Könige von Jerusalem. (Diplomata regum Latinorum Hierosolymitanorum). Altfranzösische Texte erstellt von Jean Richard. 4 Bände. Hahn, Hannover 2010, ISBN 978-3-7752-2100-9.
- mit Claudia Sode: Die Siegel der lateinischen Könige von Jerusalem (= Monumenta Germaniae Historica. Schriften. Bd. 66). Harrassowitz, Wiesbaden 2014, ISBN 978-3-447-10156-1.

Monografien
- Das Itinerarium peregrinorum. Eine zeitgenössische englische Chronik zum dritten Kreuzzug in ursprünglicher Gestalt (= Monumenta Germaniae Historica. Schriften. Bd. 18, ISSN 0080-6951). Hiersemann, Stuttgart 1962 (Teilweise zugleich: Innsbruck, Universität, Dissertation, 1955).
- Geschichte der Kreuzzüge (= Urban-Bücher. Bd. 86, ZDB-ID 995319-x). Kohlhammer, Stuttgart u. a. 1965 (10., völlig überarbeitete und erweiterte Auflage, ebenda 2005).
- Bistümer, Klöster und Stifte im Königreich Jerusalem (= Monumenta Germaniae Historica. Schriften. Bd. 26). Hiersemann, Stuttgart 1977, ISBN 3-7772-7719-3.
- Herrschaft und Verwaltung im Kreuzfahrerkönigreich Jerusalem (= Schriften des Historischen Kollegs. Vorträge. Bd. 43). Stiftung Historisches Kolleg, München 1996 (online).
- Die Kreuzfahrerstaaten als multikulturelle Gesellschaft. Einwanderer und Minderheiten im 12. und 13. Jahrhundert (= Schriften des Historischen Kollegs. Kolloquien. Bd. 37). Oldenbourg, München 1997, ISBN 3-486-56257-6 (online).
- Von der Cour des Bourgeois zum öffentlichen Notariat. Die freiwillige Gerichtsbarkeit in den Kreuzfahrerstaaten (= Monumenta Germaniae Historica. Schriften. Bd. 70). Harrassowitz, Wiesbaden 2016, ISBN 978-3-447-10433-3.
- Die Kreuzfahrerherrschaften von Maraclea und Nephin (= Abhandlungen der Akademie der Wissenschaften zu Göttingen. Neue Folge, Bd. 46). De Gruyter Akademie Forschung, Berlin u. a. 2018, ISBN 3-11-058021-7.
- Die Kreuzfahrerherrschaften Beirut und Blanchegarde (= Abhandlungen des Deutschen Palästina-Vereins. Bd. 50). Harrassowitz, Wiesbaden 2022, ISBN 978-3-447-11813-2.